# Parastrangalis platyfasciata
Parastrangalis platyfasciata är en skalbaggsart som först beskrevs av Fernando Chiang 1963.  Parastrangalis platyfasciata ingår i släktet Parastrangalis och familjen långhorningar. Inga underarter finns listade i Catalogue of Life.